# 김대곤
김대곤(金大坤, 1948년~2022년 6월 21일)은 대한민국의 전라북도 전주시에서 태어난 대한민국의 언론인이다.

## 경력
- 1976년 12월~1999년 6월: 동아일보 기자, 동아일보 차장, 동아일보 부장
- 1999년 6월: 대통령비서실 국내언론비서관(1급)
- 2001년: 청와대 춘추관 관장(1급)
- 2002년 7월: 전라북도 정무부지사(1급)
- 2003년 8월~2004년 7월: 국무총리 비서실장(차관급)
- 2011년 3월~2013년 3월: 원광대학교 대외협력부총장
- 2013년 4월~: 동학농민혁명기념재단 이사장